# Краснов Іван Кузьмич
Краснов Іван Кузьмич (Козьмич) (1752–06.09(25.08).1812) — воєначальник. Генерал-майор (1798).

## Біографія
Народився в станиці Букановська Донського козачого війська (нині станиця Волгоградської обл., РФ). Від поч. 1770-х рр. — на військ. службі. Учасник російсько-турецької війни 1768—1774. 1781 став сотником. 1787 за бойові заслуги в обороні Кінбурна під час російсько-турецької війни 1787—1791 отримав чин капітана. 1789 підвищений до секунд-майора, вправно діяв під час Ізмаїла штурму 1790 й у битві під Мачином (нині місто в Румунії) 1791, за що був удостоєний золотої медалі на Георгіївській стрічці з портретом імп. Катерини II. 1792 брав участь у війні між Російською імперією та Річчю Посполитою, 1794 — у придушенні повстання, очоленого Т.Косцюшком. Від 1795 — полковник, од 1798 — генерал-майор. 1803 призначений наказним отаманом до Бузького козацького війська. Рішуче здолав опір непокірного козацтва у станицях Новогригорівка, Визиряни (Арнаутівська) та у Вознесенську, залучивши на допомогу собі роту Сибірського гренадерського полку. 1806 звільнений з посади за зловживання.
Учасник російсько-турецької війни 1806—1812. Герой Війни 1812, командував козац. полками та мобільним загоном під час відступу рос. армії (в ар'єргарді, керованому генералом од кавалерії М.Платовим, потім — генерал-лейтенантом П.Коновніциним). 5 верес. (24 серп.) 1812 тяжко поранений у бою під Колоцьким монастирем поблизу с. Бородіно (нині село Моск. обл., РФ), де й помер за добу, напередодні Бородінської битви 1812.
Похований на цвинтарі Донського монастиря в Москві.
Нагороджений орденами св. Георгія 4-го класу, св. Анни 2-го ст., св. рівноапостольного кн. Володимира 4-го ст., Мальтійським хрестом, золотою шаблею з написом «За храбрость».